# Euconnus clavipes
Euconnus clavipes är en skalbaggsart som först beskrevs av Thomas Say.  Euconnus clavipes ingår i släktet Euconnus och familjen glattbaggar. Inga underarter finns listade i Catalogue of Life.